# Juan King
Juan King (26 de octubre de 1800 Newport, Condado de Mayo, Irlanda - 22 de agosto de 1857 Buenos Aires, Argentina) fue un marino de origen irlandés que tuvo una destacada participación en la armada de la República Argentina durante su lucha contra el Imperio del Brasil.

## Biografía
Juan King nació el 26 de octubre de 1800 en Newport, condado de Mayo, provincia de Connaught (Irlanda), hijo del capitán Miles King y María King.
Llegó a Buenos Aires en 1826 durante la presidencia de Bernardino Rivadavia y en vísperas de la Guerra del Brasil incorporándose a la escuadra republicana al mando de Guillermo Brown el 16 de enero de 1826 con el grado de subteniente en la barca Congreso Nacional comandado por Guillermo Mason. 
Ese mismo año casó con Sara MacGaw, hija de Peter y Agnes MacGaw. Ocho años más tarde Sara dio a luz a su primer hijo, Myles, teniendo luego cuatro hijas: Inés, Enriqueta, Elena y Mariana.

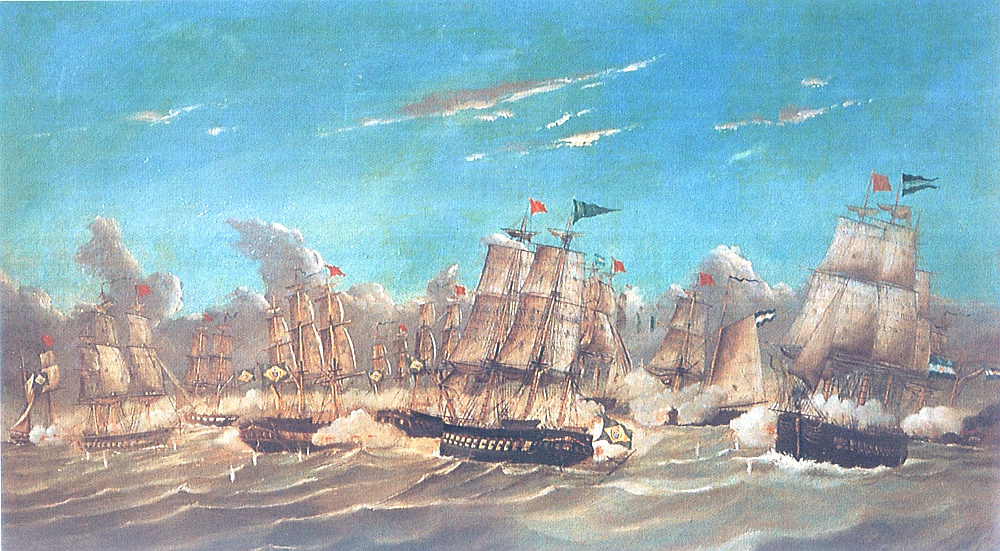
Combate de Punta Colares.

Con la barca Congreso asistió al Combate de Punta Colares (9 de febrero de 1826), donde su nave fue la única que apoyó en la acción al buque insignia 25 de Mayo, aunque en dos ocasiones se puso a sotavento separándose del combate. A resultas de su comportamiento, entre el 26 de febrero y el 12 de marzo de 1826 se desempeñó como segundo a bordo. Durante ese período participó del ataque a la Colonia del Sacramento en que la Congreso sufrió 17 bajas. 
Separado el nuevo capitán Enrique Guillermo Parker por enfermedad, King quedó al mando. Participó del ataque a la fragata Nictheroy (27 y 28 de abril) y del combate del Banco de Ortiz (2 de mayo). El 12 de mayo fue ascendido a teniente de navío y volvió como segundo comandante. Participó del combate de Los Pozos del 11 de junio de 1826 y en la segunda jornada del combate de Quilmes (30 de julio). 
Entre el 26 de octubre y el 7 de diciembre de ese año se sumó al crucero de corso de Brown sobre las costas de Brasil.
Combatió en la gran victoria argentina sobre Brasil en la batalla de Juncal (8 y 9 de febrero de 1827).
Después pasó al bergantín República, buque insignia de la Armada Argentina al mando directo de Guillermo Enrique Granville con el que participó en el combate de Monte Santiago del 7 y 8 de abril de 1827 donde la escuadra republicana enfrentó a una fuerza enemiga muy superior sufriendo importantes pérdidas.
En esa batalla, habiendo varado en el banco de Monte Santiago el República y el Independencia, la Sarandí, de menor calado, permaneció como apoyo frente al ataque de la flota brasilera, muy superior en número, consistente en una fragata, dos corbetas, cinco bergantines, un lugre, ocho goletas y un patache, 63 cañones y los buques inmovilizados contra 230 enemigos.
Junto con la Sarandí, el República fue buque insignia durante la batalla (Brown pasaba de uno a otro buque), por lo que concentró los disparos de la numerosa flota brasilera.

Su comandante Granville recibió una grave herida en el brazo izquierdo, que le debió ser amputado, por lo que King como segundo quedó a los efectos prácticos a cargo del navío.
Incendiado el Independencia, finalmente debió también ser evacuado e incendiado el República, de lo que se hizo cargo el teniente King. La Sarandí aprovechó la llegada de la noche para reparar mínimamente sus averías (todo su caso estaba acribillado) y llevando a los sobrevivientes de los buques perdidos pudo regresar a Buenos Aires.

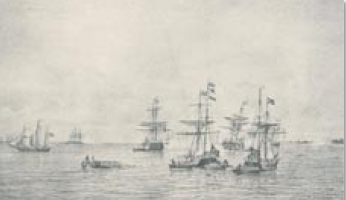
Combate de Monte Santiago.

El 8 de mayo de 1827 King solicitó su baja aduciendo problemas de salud y reemplazó al estadounidense Charles Fidblon  como comandante de la goleta Sin Par (ex Beauty) partiendo a un crucero de dos meses durante el que logró la captura de 13 buques. El 26 de octubre inició un tercer crucero, capturando seis navíos enemigos, en uno de los cuales se produjo un motín. 
Retornó a Buenos Aires el 11 de enero de 1828 y su barco fue subastado por los propietarios, adquiriéndolo el estado que lo incorporó a la escuadra con el nombre Federal.
El 22 de abril de 1828 se reincorporó al servicio con el grado de capitán y al mando del bergantín goleta Federal partió en corso junto a la goleta Sarandí (Andrew Chalmers) bajo el mando conjunto del teniente coronel Jorge Bynnon.
King había capturado varios buques cuando finalizó la guerra el 27 de agosto de 1828. Juan King fue dado de baja de la marina republicana (o argentina) a fines de ese año, tras lo que trabajó como práctico del Río de la Plata. En 1830 al mando del bergantín Esperanza efectuó viajes a Carmen de Patagones y en 1832 realizó un viaje a Nueva York. El 8 de agosto de 1833 zarpó de regreso en la fragata estadounidense Brutus. El 21 de mayo de 1837 estuvo en Concordia (goleta Pintoresca), el 11 de julio (paquebote Luisa) y el 12 de diciembre (goleta paquebote Relámpago) en Montevideo, al igual que el 1 de febrero de 1838, el 8 de abril y el 1 de mayo de ese año (paquebote Eufrasia).

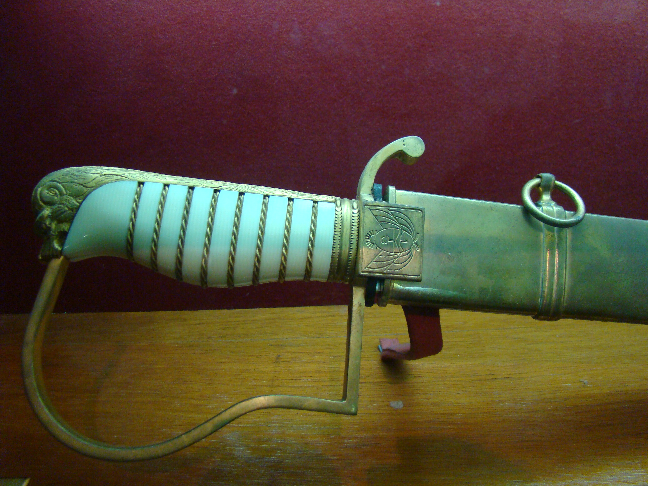
Replica del sable de Brown.

A principios de 1840 fue reincorporado a solicitud del almirante Brown quien por encargo de Juan Manuel de Rosas  organizaba una escuadra para enfrentar la de la Banda Oriental.

El 21 de noviembre de 1840, Juan King fue promovido a Sargento Mayor y asumió el mando del bergantín goleta Vigilante pero al enfermar no pudo incorporarse a la escuadra. 
Iniciada la Campaña naval de 1841 (Guerra Grande), el 3 de febrero de 1841 fue nombrado comandante de la fragata 25 de Mayo, con la que tomó parte de la victoria contra Juan H. Coe en el combate de Montevideo del 9 de diciembre de 1841 y en el del 21 de ese mismo mes.
El Almirante Brown le entregó su sable, el que había recibido en 1826 del comandante Robert Ramsay de la Royal Navy.
En 1842 permaneció al mando del 25 de Mayo con la escuadra que operó contra Montevideo. Para 1843 se encontraba enfermo pero igualmente participó en el bloqueo. Retornó en abril a Buenos Aires transfiriendo el mando al capitán John Guard, quien falleció a bordo durante el mes de mayo siendo reemplazado por el sargento mayor Santiago Maurice.
En febrero de 1844 volvió al comando pero el 9 de abril fue reemplazado por el teniente coronel Nicolás Jorge. En octubre regresó a las operaciones de la escuadra al mando del bergantín Restaurador Rosas. Pero en noviembre ya estaba incorporado al Estado Mayor de la Escuadra y a fines de ese año Brown decidió desembarcarlo que por la gravedad de su enfermedad.
Revistó en la Comandancia General de Marina entre 1850 y el 2 de marzo de 1852.
Tras la batalla de Caseros fue dado de baja. Reincorporado tiempo después, Juan King fue internado en 1857 en la Convalecencia y el 29 de abril en el Hospital de Hombres. Murió en Buenos Aires el 22 de agosto de 1857 —aunque otros datos biográficos señalan que falleció el 25 de agosto de 1857—, siendo enterrado en el Cementerio de la Recoleta.
En el certificado de defunción del Dr. Francisco de Paula Rivero, director del Hospital de Hombres, se afirma que falleció de reumatismo (posiblemente fiebre reumática).
Su viuda Sara MacGaw y sus hijos quedaron en la miseria por lo que se dedicó a la enseñanza llegando a convertirse en directora de escuela. Nunca requirió de pensión o ayuda alguna hasta julio de 1874 en que con 69 años y perdiendo la vista ya no podía trabajar más: "Tal es el motivo que pone en el caso a esta anciana desvalida, de venir a implorar la humilde pensión como viuda de un fiel servidor, que acabó sus días en la miseria, sin dejar otra herencia a sus huérfanos, que la espada gloriosa que presentara a su bravura el primer hombre de mar de la Nación."
Dos buques de la Armada Argentina recibieron su nombre en homenaje, el barreminas King y el patrullero ARA King (P-21).
Una calle de Parque Centenario (a pocas cuadras del Hospital Naval)en la ciudad de Buenos Aires lleva su nombre, al igual que otras en el partido de La Matanza y en Almirante Brown. En su ciudad natal hay una placa en su memoria sobre un puente que cruza el río Black Oak.